# 미, 마이셀프
《미, 마이셀프》(ขอให้รักจงเจริญ, Me... Myself)는 태국에서 제작된 퐁파트 와치라번종 감독의 2007년 멜로/로맨스, 드라마, 코미디 영화이다. 아난다 에버링햄 등이 주연으로 출연하였고 피야락 마하타나삽 등이 제작에 참여하였다.

## 출연

### 주연
- 아난다 에버링햄
- 차야난 마노마이산티팹

### 조연
- Phinit Santisripathip